# Richard Benjamin
Richard Samuel Benjamin (ur. 22 maja 1938 w Nowym Jorku) – amerykański aktor i reżyser filmowy. 
Laureat Złotego Globu dla najlepszego aktora drugoplanowego za rolę Bena Clarka w komedii Herberta Rossa Promienni chłopcy (1975).

## Życiorys
Urodził się w Nowym Jorku w rodzinie żydowskiej jako syn Chelsei Angeliny Benjamin i Samuela Rogera Benjamina (1910–1997), pracownika przemysłu odzieżowego. Uczęszczał do nowojorskiej High School for the Performing Arts. W 1960 ukończył wydział teatralny na Northwestern University, gdzie poznał przyszłą żonę Paulę Prentiss, z którą zawarł związek małżeński 26 października 1961 i mają dwoje dzieci: syna Rossa (ur. 23 marca 1974) i córkę Prentiss (ur. 3 lipca 1978).
W 1962 rozpoczął karierę na małym ekranie od gościnnego udziału w serialu medycznym NBC Doktor Kildare. W 1965 wyreżyserował londyńskie przedstawienie Boso w parku Neila Simona. W 1966 debiutował na Broadwayu w roli Normana Cornella w komedii Neila Simona Dziewczyna z gwiazdami u boku Anthony’ego Perkinsa i Connie Stevens, za którą odebrał nagrodę Theatre World. Od 6 września 1967 do 13 marca 1968 grał odnoszącego sukcesy rysownika Dicka, męża pracowniczki socjalnej Pauli Hollister (Paula Prentiss) w sitcomie CBS On i ona (He & She), za którą był nominowany w 1968 do nagrody Emmy. W 1969 spróbował swoich sił jako reżyser produkcji off-Broadwayowskiej Arf/Wielkie porwanie samolotu z Paulą Prentiss i Lily Tomlin. Za rolę Jonathana Balsera w komediodramacie Pamiętnik szalonej gospodyni (Diary of a Mad Housewife, 1970) zdobył nominację do Złotego Globu dla najlepszego aktora w filmie komediowym lub musicalu. Jego komediodramat Wyścig z księżycem (1984) zdobył nagrodę Złotego Kolca na Międzynarodowym Festiwalu Filmowym w Valladolid.

## Filmografia

### Obsada aktorska
Filmy
| Rok  | Tytuł                                                                       | Rola                               | Reżyser                          |
| ---- | --------------------------------------------------------------------------- | ---------------------------------- | -------------------------------- |
| 1969 | Żegnaj, Kolumbie (Goodbye, Columbus)                                        | Neil Klugman                       | Larry Peerce                     |
| 1970 | Pamiętnik szalonej gospodyni (Diary of a Mad Housewife)                     | Jonathan Balser                    | Frank Perry                      |
| 1970 | Paragraf 22 (Catch-22)                                                      | major Danby                        | Mike Nichols                     |
| 1971 | Małżeństwo młodego maklera giełdowego (The Marriage of a Young Stockbroker) | William Alren                      | Lawrence Turman                  |
| 1971 | Steagle (The Steagle)                                                       | Harold Weiss                       | Paul Sylbert                     |
| 1972 | Kompleks Portnoya (Portnoy’s Complaint)                                     | Alexander Portnoy                  | Ernest Lehman                    |
| 1973 | Świat Dzikiego Zachodu (Westworld)                                          | Peter Martin                       | Michael Crichton                 |
| 1973 | Ostatnie słowo Sheili (The Last of Sheila)                                  | Tom Parkman                        | Herbert Ross                     |
| 1975 | Promienni chłopcy (The Sunshine Boys)                                       | Ben Clark                          | Herbert Ross                     |
| 1978 | Wizyty domowe (House Calls)                                                 | dr Norman Solomon                  | Howard Zieff                     |
| 1979 | Łowcy rupieci (Scavenger Hunt)                                              | Stuart Selsome                     | Michael Schultz                  |
| 1979 | Miłość od pierwszego ugryzienia (Love at First Bite)                        | dr Jeffrey Rosenberg / Van Helsing | Stan Dragoti                     |
| 1980 | Ostatnia para małżeńska (The Last Married Couple in America)                | Marv Cooper                        | Gilbert Cates                    |
| 1980 | Jak pokonać wysokie koszty (How to Beat the High Cost of Living)            | Albert                             | Robert Scheerer                  |
| 1980 | Napój czarownic (Witches’ Brew)                                             | Joshua Lightman                    | Richard Shorr, Herbert L. Strock |
| 1980 | Pierwsza rodzina (First Family)                                             | sekretarz prasowy Bunthorne        | Buck Henry                       |
| 1981 | Sobota czternastego (Saturday the 14th)                                     | John Hyatt                         | Howard R. Cohen                  |
| 1992 | Lift (film krótkometrażowy)                                                 | Rabbi Brill                        | Salomé Breziner                  |
| 1997 | Przejrzeć Harry’ego (Deconstructing Harry)                                  | Ken                                | Woody Allen                      |
| 1998 | Wojny w Pentagonie (The Pentagon Wars, TV)                                  | Caspar Weinberger                  | Richard Benjamin                 |
| 2001 | Z kozetki na fotel (The Shrink Is In)                                       | redaktor Samanty                   | Richard Benjamin                 |
| 2003 | Marci X                                                                     | Ben Feld, ojciec Marci             | Richard Benjamin                 |
| 2006 | Trzymaj ze Steinami (Keeping Up with the Steins)                            | rabin Schulberg                    | Scott Marshall                   |
| 2008 | Henry Poole powrócił (Henry Poole Is Here)                                  | dr Fancher                         | Mark Pellington                  |
| 2012 | Pablo                                                                       | w roli samego siebie               | Richard Goldgewicht              |
| 2023 | My i wy (You People)                                                        | dr Green                           | Kenya Barris                     |
| 2023 | Byli mężowie (Ex-Husbands)                                                  | Simon Pearce                       | Noah Pritzker                    |

Seriale
- 1962: Doktor Kildare jako dr Adam Barstow
- 1962: The New Breed jako stażysta
- 1963: Doktor Kildare jako stażysta
- 1979–1980: Saturday Night Live
- 1997: Z pierwszej strony (Ink) jako dr Vishniac
- 1999: Szaleję za tobą (Mad About You) jako dr Frank DiChristophoro
- 2000: Tragikomiczne wypadki z życia Titusa (Titus) jako Bill
- 2009: Gdzie pachną stokrotki (Pushing Daisies) jako Jerry Holmes
- 2014: Ray Donovan jako Jerry Weiss

### Reżyseria
- Mój najlepszy rok (1982)
- Wyścig z księżycem (1984)
- Gorący towar (1984)
- Skarbonka (1986)
- Mały Nikita (1988)
- Moja macocha jest kosmitką (1988)
- Śródmieście (1990)
- Syreny (1990)
- Made in America (1993)
- Kieszonkowe (1994)
- Pani Winterbourne (1996)
- Tam i z powrotem (1998)
- Wojny w Pentagonie (1998)
- Marci X (2003)
- Drobnostka zwana morderstwem (2006)